# Théorie prédictive du droit
 (avril 2024).
La théorie prédictive du droit est un principe de l'école réaliste selon laquelle les sciences juridiques sont avant tout dédiées à la prédiction des futures décisions de justice. Cette idée a notamment été formulée de deux manières par l'Américain pragmatiste Oliver Wendell Holmes Jr. et le Danois Alf Ross, lequel cherchait davantage à expliquer la validité sociale du droit que sa pratique.
Bien que les positions des différents théoriciens réalistes sur le rôle et l'importance de la prédiction pour la pensée du droit aient été disparates, elles ont souvent été critiquées en bloc, selon Françoise Michaut. La critique la plus fameuse est venue de Herbert Hart dans son Concept de droit. Hans Kelsen a également fait valoir que la dimension normative des sciences juridiques ne saurait être réduite à une description prédictive des jugements.

## Holmes
La théorie de la prédiction était un point crucial de la philosophie jurisprudentielle de Holmes Jr. Elle est souvent identifiée par référence à une phrase d’Oliver W. Holmes Jr. devenue célèbre pour cette raison : "The prophecies of what the courts will do in fact, and nothing more pretentious, are what I mean by the law".
Toute la question sera de savoir si nous sommes en présence d’une définition du droit ou d’une proposition méthodologique de la science du droit, mais on se demandera également si la science du droit correspond à une science visant à décrire des comportements réels (prévisibles) ou à décrire des comportements prescrits.
Holmes Jr n’en fait pas une définition exhaustive du droit. Il semble qu’il vaudrait mieux ici malgré tout parler de définition partielle. En effet, le choix fait par O.W. Holmes Jr, s’il n’a pas, comme on aura l’occasion de le voir, une profonde incidence sur sa conception de ce que doit être le rôle du juge, renverse cependant le rapport règle-décision. La décision n’est plus envisagée comme résultant des règles mais les règles de la décision. C’est la conclusion d’une analyse du processus de décision sur laquelle il faudra revenir.
Le but du « Prediction theory of law » est d’attirer l’attention des auditeurs sur la nécessité de ne pas confondre droit et morale et, sur la nécessité de prendre conscience du fait que le droit, la pratique du juge n’est pas une simple question de logique, de découverte du parfait syllogisme, d’"elegantia juris".
Pour cela, Holmes Jr va identifier le terme “interne” à quelque chose de “moral” et “externe” à un sens plus “objectif”. Ainsi, les normes internes, selon Holmes, sont psychologiques et subjectives, et elles évaluent la culpabilité morale personnelle d’un individu particulier. Tandis que les normes externes sont publiques et notent la conduite des membres de la collectivité en général. La volonté de Holmes pour que les règles juridiques soient des termes comme « intention » et « malveillance » exigent des critères publics pour leur application.
La responsabilité juridique, pour Holmes, ne peut être imposée que par des règles qui sont partagées par les membres de la communauté. Le problème moral, d’un autre côté, peut être attribué à une personne en appliquant des règles qui sont privées et internes.
Par conséquent, selon Holmes, les termes moraux tels que « coupable » et « coupable » n’exigent pas de critères publics pour leur application.
Holmes croyait que la loi devait être définie comme une prédiction, plus précisément, une prédiction du comportement des tribunaux. Son raisonnement était basé sur un argument concernant l'opinion d'un «mauvais homme». Le droit, c’est ce qui intéresse le "bad man", celui qui n’a rien à faire de la morale mais qui veut savoir les risques qu’il prend par rapport à la force publique. Ce dernier se soucie peu de l’éthique ou des conceptions  de la loi naturelle, son seul souci était de rester loin de la prison et d’éviter tout paiement de dommages-intérêts. Dans l'esprit de Holmes, par conséquent, il était très utile de définir «la loi» comme une prédiction de ce qui entraînera une punition ou d'autres conséquences de la part d'un tribunal.
En invitant ses auditeurs à adopter le point de vue du "bad man" pour dire ce qu’est le droit, O.W. Holmes Jr entendait les mettre dans la position du praticien qui doit dire à son client ce qu’il peut attendre comme issue à son procès, quelle attitude il a intérêt à adopter (s’il lui vaut mieux transiger, etc ...).